# Юлия Кроу
Юлия Кроу (род. 22 октября 1989, Москва, СССР) — российская певица, композитор, вокалистка группы КРОУ, экс-ведущая солистка Кремлёвского балета и фотомодель глянцевых журналов.
Юлия Воронина в 2008 году окончила Московское Государственное училище им. Л. Лавровского и сразу была принята в труппу «Кремлёвского балета» в качестве солистки. Репертуар балерины включал ведущие партии из таких баллов как «Эсмеральда» (Диана), «Руслан и Людмила» (Горислава), «1000 и одна ночь» (Жена Султана), «Щелкунчик» (Испанская кукла), «Спящая красавица» (одна из фрейлин, Фея нежности), «Фигаро» (Розина) и многих других.
Лауреат всероссийских конкурсов чтецов. Студентка юридического факультета. Автор сборника текстов песен «Эстетика декаданса». Главная героиня клипа Глеб Самойлов & The Matrixx «Мы под огнем». В 2014 году организовала проект, названный своим именем «Юлия Кроу» и за несколько лет выросла в альтернативную рок-группу, изменив название на «КРОУ». Параллельно с творчеством, с 2016 года принимает участие в качестве модели в глянцевах проектах, такие как журнал Maxim и Playboy.

## Дискография
Ниже приведён список музыкальных релизов, в записи которых приняла участие Юлия Кроу.

### В составе группыКРОУ
- 2017 — «Что со мной? (Сингл)»
- 2017 — «Наверх (Альбом)»
- 2016 — «Немножко Влюбленная (Сингл)»

### В составе других групп и исполнителей
- 2017 — Йорш «Лысый из браззерс» Гостевой вокал
- 2017 — Антиматерия «Не понарошку» Гостевой вокал
- 2017 — 5 минут «Делать жарко» Гостевой вокал
- 2017 — The Matrixx — «Дыра» Гостевой вокал
- 2017 — Слот «Раунд» Гостевой вокал
- 2017 — СтимфониЯ — «Виктория» Гостевой вокал

## Видеография
- КРОУ — Немножко влюбленная (2016)
- Глеб Самойлов & The Matrixx — Мы под огнем (2015)
- MAJESTIC - Вспышка Света (2015)